# John Gardner Wilkinson
Sir John Gardner Wilkinson (Little Missenden, 5 de outubro de 1797 — Llandovery, 29 de outubro de 1875) foi um famoso explorador, escritor e egiptólogo inglês do século XIX. Ele é geralmente referido como o "pai da egiptologia britânica".

## Infância e educação
Wilkinson nasceu em Little Missenden, uma vila do condado de Buckinghamshire. Seu pai (John Wilkinson) foi um clérigo e entusiasta por antiguidades. Wilkinson herdou uma modesta fortuna dos seus pais que faleceram quando ele ainda era pequeno. Enviado por seu guardião legal para a Harrow School em 1813, mais tarde, em 1816, entrou no Exeter College (um dos colégios que compõem a Universidade de Oxford). Wilkinson não conseguiu se formar e, por sofrer problemas de saúde, decidiu viajar para a Itália. E lá, em 1819, ele conheceu o antiquário William Gell e resolveu estudar egiptologia.

## Primeira estada no Egito
J.G. Wilkinson desembarcou no Egito pela primeira vez em 1821, quando tinha 24 anos, permanecendo no pais por um período de 12 anos ininterruptos. Durante a sua estada Wilkinson visitou praticamente todos os lugares conhecidos do Antigo Egito, registrando inscrições e pinturas como um talentoso desenhista e compilando um grande volume de notas.

## O retorno à Inglaterra e honrarias
Finalmente retornando à Inglaterra, para o bem de sua saúde em 1833, sendo eleito para o Royal Society em 1834, Wilkinson passou a publicar suas pesquisas em um grande número de publicações. Embora precedido pelo "The Topography of Thebes and General View of Egypt" (A Topografia de Tebas e uma visão geral do Egito) em 1835, o trabalho mais significante de Wilkinson foi "Manners and Customs of the Ancient Egyptians" (Características e Costumes dos Antigos Egípcios). Inicialmente publicado em três volumes em 1837 e posteriormente ilustrado por Joseph Bonomi (o filho), esta obra se manteve como o melhor tratado do Antigo Egito pelos 150 anos seguintes à publicação. A aclamação desta obra deu a Wilkinson o título de cavaleiro honorário britânico (garantindo um Sir a frente do nome) em 1839 e lhe garantiu o título de primeiro distinto egiptólogo britânico.

## Outras viagens e pesquisa
O agora sir John Gardner Wilkinson retornou ao Egito em 1842, contribuindo com um artigo intitulado "Survey of the Valley of the Natron Lakes" ao "Journal of the Geographical Society" em 1843. No mesmo ano, testemunhou uma edição revisada e ampliada de seu artigo "Topography" intitulada "Moslem Egypt and Thebes".
Wilkinson viajou pelo Montenegro e Bósnia e Herzegovina durante o ano de 1844, tendo suas observações sido publicadas em 1848 (Dalmatia and Montenegro, 2 volumes).
Uma terceira visita ao Egito em 1848-1849 foi seguida por uma última visita a Tebas em 1855. Posteriormente, retornou à Inglaterra onde investigou antiguidades da Cornualha e estudou zoologia.

## Morte e legado
Wilkinson morreu na Llandovery em 1875, tendo já deixado à sua antiga escola, Harrow, suas coleções com um elaborado catálogo em 1864.
As anotações de Wilkinson estão agora na Biblioteca Bodleiana, Oxford, e formam um recurso inestimável para muitos dos mais recentes mapeados e gravados monumentos egípcios (datando de 1821-1856, antes das multidões de turistas e colecionadores sem escrúpulos roubar e destruir muitas das raridades insubstituíveis do Antigo Egito). Muito dos lugares que Wilkinson registrou foram posteriormente danificados ou perdidos por completo tornado todo o trabalho de Wilkinson de suma importância.

## Publicações
- Materia Hieroglyphica (1828)
- The Topography of Thebes and General View of Egypt, Londres, 1835
- Manners and Customs of the Ancient Egyptians, including their private life, government, laws, arts, manufactures, religion, agriculture, and early history, derived from a comparison of the paintings, sculptures, and monuments still existing, with the accounts of ancient authors, (6 volumes, 1837-41).